# 尼納奇 (加利福尼亞州)
尼納奇（英語：Neenach）是位於美國加利福尼亞州洛杉磯縣的一個非建制地區。該地的面積和人口皆未知。

## 地理
尼納奇的座標為34°46′33″N 118°34′06″W / 34.77583°N 118.56833°W，而該地的平均海拔高度為901米（即2956英尺）。